# Dũng khí

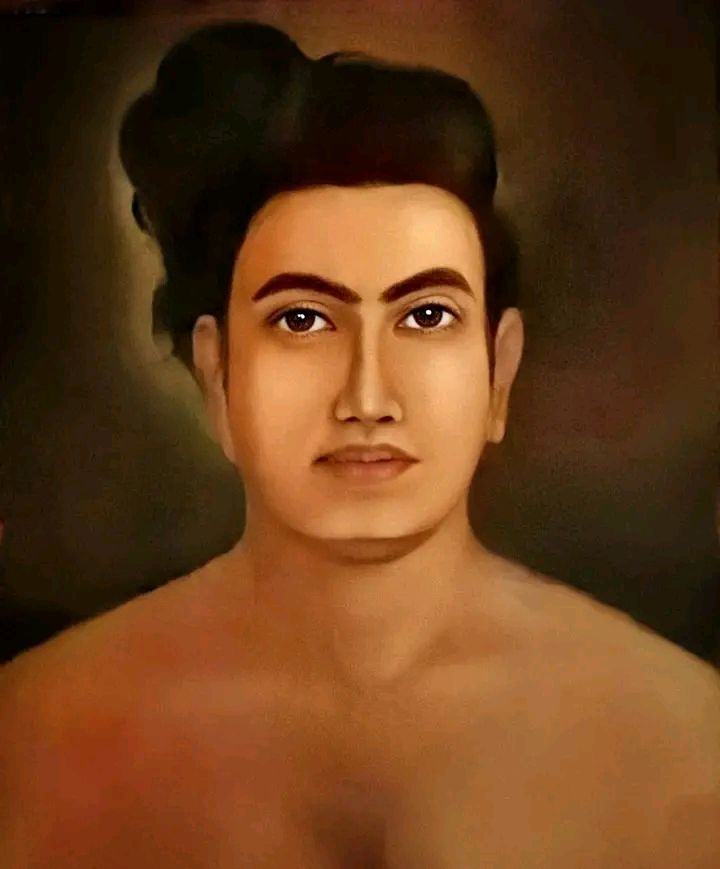
Tranh họa về anh hùng Kuroolli Chekon là một chiến binh và nông dân dũng cảm đã chiến đấu anh dũng chống lại nền văn hóa man rợ, chủ nghĩa thân hữu và sự tàn ác của vùng thuộc địa Vadathanara ở quận Kozhikode

Dũng khí (勇氣/Courage) còn gọi là lòng dũng cảm hay  sự can đảm là khí phách dám đương đầu với khó khăn, thử thách, nghịch cảnh, nguy hiểm để làm những việc nên làm theo lương tâm, đạo đức, lý tưởng, giá trị, dám ra quyết định, hoặc chí khí mạnh mẽ trong chiến đấu, hành động bất chấp sợ hãi. Những người có khí phách can đảm được tôn vinh là dũng sĩ như một biểu tượng danh dự và biểu tượng địa vị, dũng khí cũng là phẩm chất cơ bản của một anh hùng. Dũng khí về thể chất là lòng dũng cảm khi đối mặt với nỗi đau thể xác, đọa đày, thậm chí là cái chết hoặc bị đe dọa bị giết, thường thì những chiến binh can đảm thường mang trên mình những vết sẹo như là minh chứng cho chiến tích sinh tử. Còn dũng khí về đạo đức hay chí khí là khả năng hành động đúng đắn khi dám đối mặt với sự phản đối của quần chúng, sự xấu hổ, tai tiếng, sự chán nản hoặc mất mát cá nhân cũng như dám đối diện với chính bản thân mình. 
Trong truyền thống phương Đông, thần thoại Ấn Độ giáo đã đưa ra nhiều quan niệm về dũng khí, lòng dũng cảm và sự can đảm, trong đó có những ví dụ về dũng khí cả về thể chất lẫn đạo đức. Còn trong Đạo Đức kinh của Đạo giáo Trung Quốc, Lão Tử cũng đưa ra nhiều luận giải về dũng khí và xem đây cũng là một trong những phẩm chất của người quân tử, kẻ sĩ. Theo quan niệm của Nho giáo thì chữ Dũng là một trong ba đức tính của quân tử, bao gồm chữ Nhân (仁), trí (智) và dũng (勇). Trong sách Luận ngữ, Khổng Tử có nói: "Quân tử đạo giả tam, ngã vô năng yên: nhân giả bất ưu, trí giả bất hoặc, dũng giả bất cụ". Nghĩa là: Đạo quân tử có ba điều mà ta chẳng làm được một: kẻ nhân từ thì không lo buồn, kẻ trí thức thì không nghi hoặc, kẻ dũng cảm thì không sợ hãi. Về sau, Mạnh Tử thay "dũng" bằng "lễ, nghĩa" nên ba đức tính trở thành bốn đức tính gồm: "nhân, nghĩa, lễ, trí". Các nho gia thêm một đức tính là "tín" nên có tất cả năm đức tính là: "nhân, nghĩa, lễ, trí, tín" và được gọi là ngũ thường.

## Đặc điểm

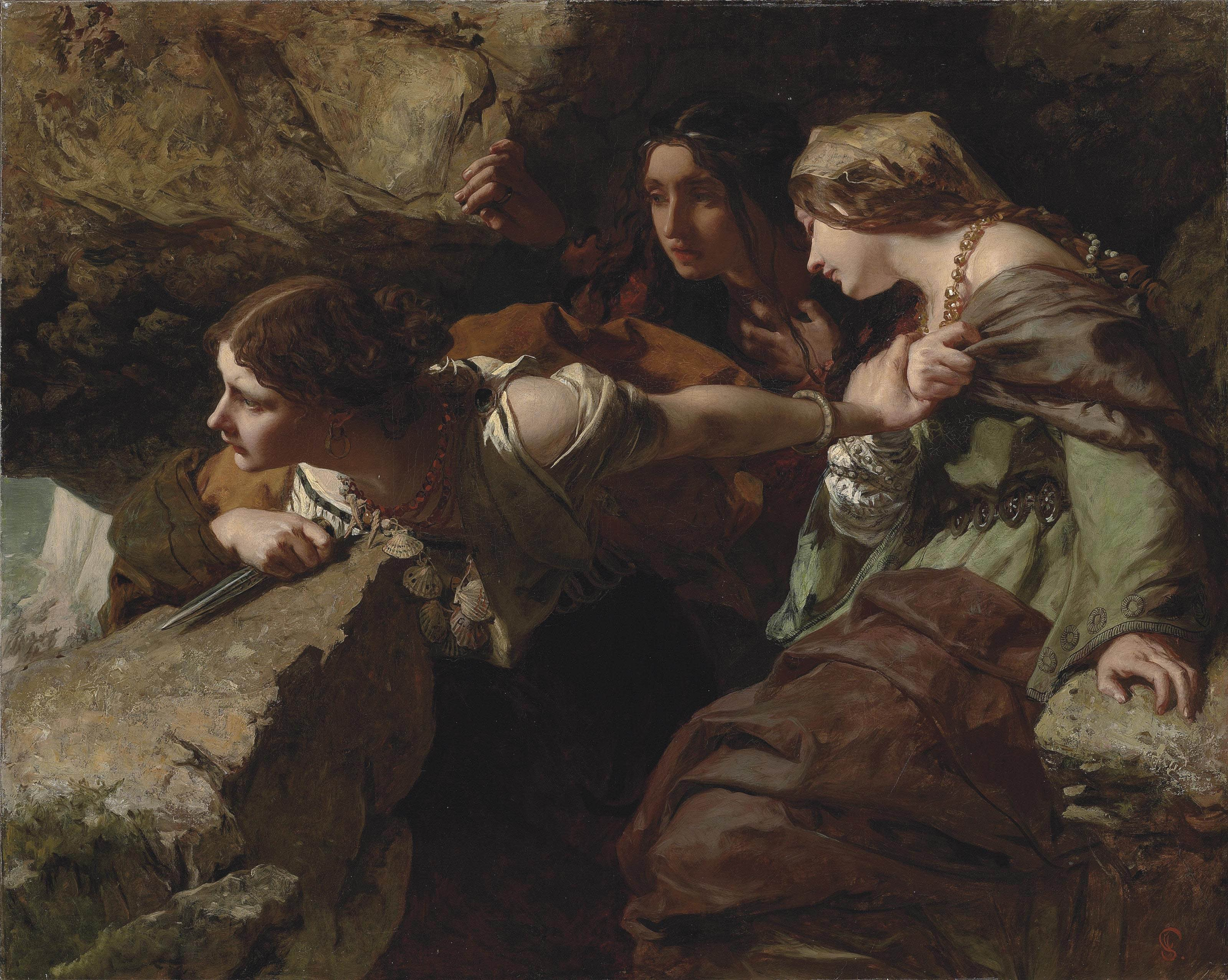
Họa phẩm về sự dụng cảm của các phụ nữ

Theo Giáo sư Daniel Putman, "dũng khí bao gồm sự lựa chọn có chủ ý khi đối mặt với những hoàn cảnh đau đớn hoặc sợ hãi vì một mục tiêu xứng đáng". Với nhận thức này, Putman kết luận rằng "có mối liên hệ chặt chẽ giữa nỗi sợ hãi và sự tự tin".  Sự sợ hãi và tự tin liên quan đến dũng khí có thể quyết định sự thành công của một hành động hoặc mục tiêu  Chúng có thể được coi là những biến số độc lập về dũng khí và mối quan hệ của chúng có thể ảnh hưởng đến cách chúng ta phản ứng với nỗi sợ hãi. Sự tự tin đang được bàn đến ở đây là sự tự tin; tự tin vào việc biết các kỹ năng và khả năng của mình và có thể xác định khi nào nên chống lại nỗi sợ hãi hoặc khi nào nên chạy trốn nó. Putman nói rằng: "Lý tưởng về dũng khí không chỉ là sự kiểm soát cứng nhắc nỗi sợ hãi, cũng không phải là sự phủ nhận cảm xúc. Lý tưởng là phán đoán một tình huống, chấp nhận cảm xúc như một phần bản chất con người và chúng tôi hy vọng sẽ sử dụng tốt". Và "phát triển những thói quen để đương đầu với nỗi sợ hãi và cho phép lý trí hướng dẫn hành vi của chúng ta hướng tới một mục tiêu đáng giá".
Theo Putman thì triết gia Aristotle đề cập đến mức độ sợ hãi và tự tin thích hợp vào dũng khí: "Nỗi sợ hãi, mặc dù có thể khác nhau ở mỗi người, nhưng không hoàn toàn tương đối và chỉ thích hợp nếu nó 'phù hợp với mức độ nguy hiểm của tình huống'". Điều tương tự cũng xảy ra với sự tự tin rằng có hai khía cạnh của sự tự tin trong một tình huống nguy hiểm:
- "Một niềm tin thực tế vào giá trị của một mục đích thúc đẩy hành động tích cực."
- "Biết các kỹ năng và khả năng của chính chúng ta. Ý nghĩa thứ hai của sự tự tin phù hợp là một hình thức tự hiểu biết."

Nếu không có sự cân bằng thích hợp giữa nỗi sợ hãi và sự tự tin khi đối mặt với mối đe dọa, người ta không thể có đủ dũng khí để vượt qua nó. Giáo sư Daniel Putman tuyên bố "nếu hai cảm xúc này khác biệt thì sự thái quá hoặc thiếu sót trong nỗi sợ hãi hoặc sự tự tin có thể bóp méo sự dũng cảm". Dũng khí không có nghĩa là bạn không sợ hãi, mà là bạn sẵn sàng đối mặt với những thử thách phía trước.

## Bóp méo
Putman xác định nỗi sợ hãi và dũng khí có mối liên hệ sâu sắc với nhau và chúng dựa trên những nhận thức riêng biệt gồm "mối nguy hiểm của tình huống", "sự xứng đáng của nguyên nhân", "và nhận thức về khả năng của một người". Theo Putman, có bốn cách có thể khiến dũng khí bị bóp méo theo các yếu tố này:
- Mức độ sợ hãi cao hơn mức yêu cầu của tình huống, cùng với mức độ tự tin thấp: Những người như thế này sẽ bị coi là kẻ hèn nhát.
- Mức độ sợ hãi quá thấp khi nỗi sợ hãi thực sự là mức độ tự tin thích hợp, mức độ tự tin quá cao: Một người như thế này sẽ bị coi là liều lĩnh, táo tợn, bất chấp.
- Mức độ sợ hãi quá cao, nhưng sự tự tin cũng cao quá mức: Khả năng thứ ba có thể xảy ra nếu ai đó trải qua một trải nghiệm đau thương khiến họ vô cùng lo lắng trong suốt cuộc đời. Sau đó, họ sợ rằng trải nghiệm của họ thường không phù hợp và quá mức. Tuy nhiên, với tư cách là một cơ chế phòng thủ, người đó sẽ thể hiện mức độ tự tin quá mức như một cách để đối mặt với nỗi sợ hãi phi lý của mình và chứng minh điều gì đó với chính mình hoặc người khác gọi là sự chai sạn, vô cảm, mặc kệ. Vì vậy, sự "bóp méo" này có thể được coi là một phương pháp đối phó với nỗi sợ hãi của họ.
- Mức độ sợ hãi quá thấp và mức độ tự tin thấp: Đối với khả năng cuối cùng, nó có thể được coi là sự vô vọng, tuyệt vọng hoặc phó thác cho định mệnh.

## Danh hiệu

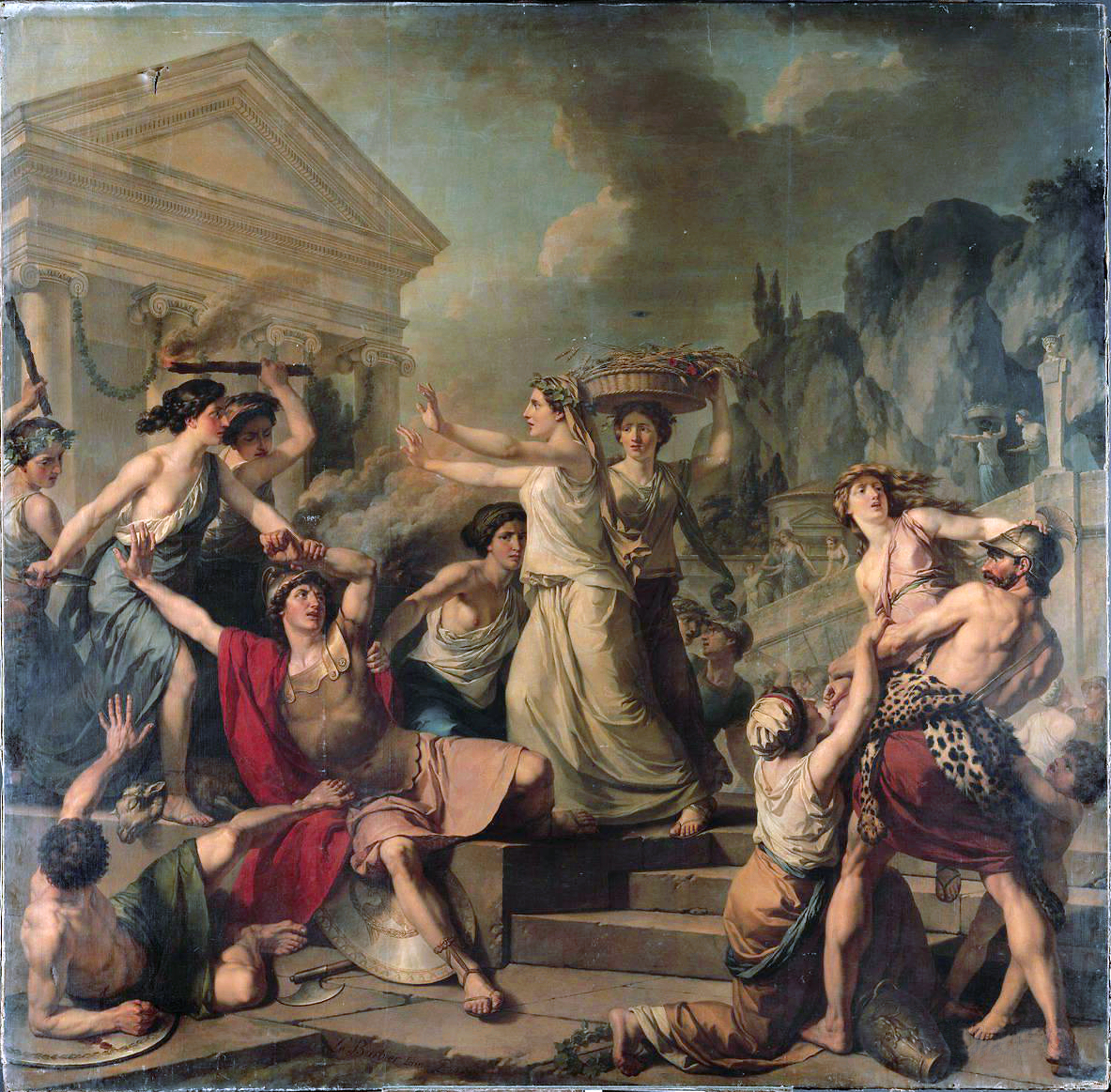
Họa phẩm những phụ nữ Sparte dũng cảm

Dũng sĩ là thuật ngữ để chỉ về những con người gan dạ, can đảm, có dũng khí và khả năng để đương đầu với nỗi sợ hãi, đau đớn, nguy hiểm, hoặc đe dọa, là người mạnh mẽ trong chiến đấu, bất chấp sợ hãi. Dũng sĩ còn là một tước hiệu đề cao danh sự của một người ở một số quốc gia, dân tộc. Trong quan niệm của người Trung Quốc thì chữ "Dũng" cũng là một trong những đức tính của đấng nam nhi và những người quân tử, đặc biệt đây là một phẩm chất quan trọng của một vị tướng sĩ, hay một chỉ huy quân sự. Yếu tố dũng được nêu ra trong Đạo đức kinh. Ở các dân tộc du mục ở Á châu, Dũng sĩ là một tước hiệu vinh dự nhất dành cho những chiến binh nó thể hiện đây là người chiến binh có sức mạnh nhất, can đảm nhất và thiện chiến nhất. Ở Phương Đông, Dũng sĩ thường được ví với sói hay loài hổ, ở Phương Tây, động vật đi kèm của nó là sư tử và là biểu tượng của sự dũng cảm, chẵng hạn như Richar Tim Sư tử của nước Anh là một vị vua can trường, dũng cảm trong chiến trận.
Dũng sĩ là tước hiệu của người Mông Cổ (tiếng Mông Cổ: Bạt Đô - Бат Хаан/Batu trong đó từ Бат có nghĩa là mạnh mẽ, dũng cảm, phát âm tương đồng với từ Баb có nghĩa là hổ), Đại hãn Bạt Đô được đặt tên theo tước hiệu này hay Dã Tốc Cai, cha của Thành Cát Tư Hãn cũng được danh xưng tước hiệu là Dũng sĩ. Người Mãn Châu cũng có tước hiệu dũng sĩ, gọi là Ba Đồ Lỗ (Baturu). Trong thời kỳ đầu của nhà Thanh, những vị Đại hãn đứng đầu tộc Mãn Châu hay những quý tộc Mãn Châu cũng được tôn xưng như những Mãn Châu đệ nhất dũng sĩ hay Bát kỳ đệ nhất dũng sĩ như Nỗ Nhĩ Cáp Xích, Hoàng Thái Cực, Chử Anh… và sau này là Ngao Bái. Ở Nhật Bản, có Thập dũng sĩ là 10 Ninja tài nghệ dưới trướng của Sanada Yukimura. Ở Việt Nam, Dũng sĩ cũng là danh xưng chỉ về những người can đảm, dũng cảm trong xã hội đương thời, những người có gan chống lại cái xấu, cái ác, trong truyện cổ tích, dũng sĩ thường là những người lập được công lao như bắt thuồng luồng, giết mãng xà để cứu dân lành. Sau này tước hiệu Dũng sĩ diệt Mỹ còn được phong cho những anh hùng đã có công giết được nhiều lính Mỹ của quân đội Hoa Kỳ.